# اینکا (نوشیدنی)
اینکا یک نوشیدنی غلات رست‌شده لهستانی است. اینکا در اواخر دهه ۱۹۶۰ محبوبیت یافت، از سال ۱۹۷۱ در سکاوینا که مرکز تولید قهوه از اوایل قرن بیستم بود، تولید شد. در حال حاضر توسط گرانا اس‌پی زد.او. او تولید می‌شود. در حالی که اینکا تا حدی به عنوان جایگزین قهوه در دوران کمبود این محصول در سال‌های ۱۹۷۰ مورد استفاده قرار گرفت، اما همچنان محبوب است، که بخشی از این محبوبیت به دلیل بدون کافئین بودن آن است. این محصول با نام Naturalis Inka و در بسته‌بندی‌های شبیه به آنچه در دهه ۱۹۹۰ و در لهستان مورد استفاده قرار می‌گرفته به کشورهای کانادا و ایالات صادر می‌شود.
اینکا مخلوطی رست شده از چاودار، جو، کاسنی و چغندرقند است. غلات ۷۲ درصد از محتوا آن را تشکیل می‌دهند و در نسخه کلاسیک هیچ مواد مصنوعی یا افزودنی دیگری وجود ندارد. انواع اضافی شامل مکمل یا طعم دهنده است.
اینکا در انواع زیر فروخته می‌شود:
- اینکا کلاسیک
- اینکا دوستدار سلامت – غنی شده با منیزیم اضافی.
- اینکا طعم‌دار شده – سه نوع: با شکلات، شیر (حاوی شکر) یا کارامل
- اینکا با فیبر
- اینکا با کلسیم و ویتامین‌ها (به زبان لهستانی "Wapń i Witaminy")
- اینکا بدون گلوتن